# Uno su due
Pour plus de détails, voir Fiche technique et Distribution.
Uno su due est un film dramatique italien réalisé par Eugenio Cappuccio (it) et sorti en 2006.
Il est entré en compétition au Festival du film de Rome, où Ninetto Davoli a reçu le prix du meilleur acteur dans un second rôle.
En France, il a été projeté aux Rencontres du cinéma italien de Toulouse lors d'un hommage à Ninetto Davoli en 2007.

## Synopsis
Lorenzo est un avocat génois d'une trentaine d'années qui doit son succès à l'absence de scrupules et à l'arrogance avec laquelle il aborde sa profession ; c'est un théoricien de la rationalité et de l'efficacité. Il a un ami de confiance et associé, Paolo, avec qui il partage son cabinet, et une petite amie qui vit avec lui.
Tous trois organisent une fête de travail pour célébrer la conclusion d'une affaire avec des entrepreneurs russes. Lorenzo et Paolo se promènent dans les rues du centre-ville en discutant du succès professionnel qu'ils viennent d'obtenir, mais après quelques pas, Lorenzo tombe par terre, inconscient. Les secours arrivent et le transportent à l'hôpital, où une biopsie cérébrale est pratiquée. Les médecins craignent qu'il s'agisse d'une tumeur cérébrale et admettent Lorenzo dans le service de neurochirurgie en attendant le résultat des examens. Il passe quelques jours à l'hôpital et développe entre-temps une profonde amitié avec son voisin de lit, un homme d'une cinquantaine d'années appelé Giovanni : il s'agit d'un cas avéré de cancer du cerveau et il a déjà subi de nombreuses opérations. C'est un homme visiblement seul, qui ne reçoit aucune visite de parents ou d'amis ; il dit être divorcé depuis de nombreuses années et n'en a pas informé sa famille pour ne pas faire souffrir sa femme et sa fille.
Le retour à la vie normale n'est pas le plus facile. Une fois sorti de l'hôpital et dans l'attente des résultats des examens médicaux, Lorenzo rencontre de nombreuses difficultés de réinsertion. Sa relation avec Silvia s'interrompt brutalement, au point que la jeune fille quitte l'appartement. Lorenzo souffre de la pitié de ses amis et collègues. Même sur le plan professionnel, il accumule les difficultés : l'affaire russe est définitivement tombée à l'eau. Paolo a en effet découvert que les intermédiaires sont en fait des escrocs, a mis l'affaire en veilleuse pendant les jours d'hospitalisation de Lorenzo et a préféré ne pas l'en informer compte tenu de son état de santé précaire. La querelle qui s'ensuit entre les deux amis est électrique et menace de mettre fin à leur amitié.
Lorenzo attend avec impatience le résultat de la biopsie, à tel point qu'un jour il décide de se rendre directement au bureau d'information de l'hôpital et en profite pour dire au revoir à son ancien colocataire, mais trouve son lit vide : à la suite d'une complication, Giovanni a été opéré d'urgence et se trouve maintenant en observation dans l'unité de soins intensifs. En parcourant les mots croisés d'un de ses amis, il trouve une enveloppe contenant le début d'une lettre à sa fille. Sans dire un mot, Lorenzo arrive dans une aire de repos où l'ex-femme et la fille de Giovanni tiennent une petite pension pour les voyageurs. Il s'y présente comme un simple client, réussissant à obtenir de sa demi-sœur plus d'informations sur Tresy. Il la rejoint sur une colline où elle a l'habitude de faire du parapente. Ils font connaissance et Tresy convainc Lorenzo de goûter aux joies de ce sport aérien. La nuit tombe et Lorenzo propose à Tresy de la raccompagner, mais la pluie incessante ne permet pas d'aller plus loin. Dans la voiture, Lorenzo lui parle de Giovanni et de son état de santé. Il la convainc de le suivre malgré l'avis négatif de sa mère. De retour à l'hôpital, ils trouvent Giovanni assoupi et, à leur réveil, la joie de l'homme est remarquable, tout comme l'agitation de Tresy et de Lorenzo.
En sortant dans le couloir du service, Lorenzo rencontre par hasard sa sœur et Paolo qui, entre-temps, ont été convoqués par le chef du service de neurochirurgie au sujet des résultats des examens. Lorenzo entre dans le bureau du médecin, où on lui annonce que les tests sont négatifs : il peut pousser un grand soupir de soulagement, il fait statistiquement partie de ce « un sur deux » de personnes qui ont une tumeur et qui peuvent survivre parce qu'elle est bénigne.

## Fiche technique
- Titre original italien : Uno su due[3] (litt. « Une sur deux »[2])
- Réalisation : Eugenio Cappuccio (it)
- Scénario : Eugenio Cappuccio, Fabio Volo, Michele Pellegrini
- Photographie : Gian Filippo Corticelli (it)
- Montage : Fabio Nunziata (it)
- Musique : Francesco Cerasi
- Décors : Sergio Tramonti
- Production : Beppe Caschetto
- Sociétés de production : ITC Movie, Rai Cinema
- Pays de production :  Italie
- Langues originales : italien
- Format : couleurs
- Genre : drame
- Durée : 100 minutes
- Dates de sortie : 
  - Italie : 14 octobre 2006 (Festival du film de Rome) ; 2 mars 2007 (sortie nationale)
  - France : 14 avril 2007 (Rencontres du cinéma italien de Toulouse)

## Distribution
- Fabio Volo : Lorenzo
- Anita Caprioli : Silvia
- Giuseppe Battiston : Paolo
- Paola Rota : Antonia
- Ninetto Davoli : Giovanni
- Tresy Taddei : Tresy
- Agostina Belli : Elena
- Francesco Crescimone : Professeur Crescimone
- Manuela Spartà : Lucilla
- Francesco Cerasi : Magro
- Pino Calabrese : Dr Ferretti
- Paola Lavini : Rosalba
- Andrea Montovoli